# مركز وطني للمعلومات للأطفال والشباب ذوي الإعاقات

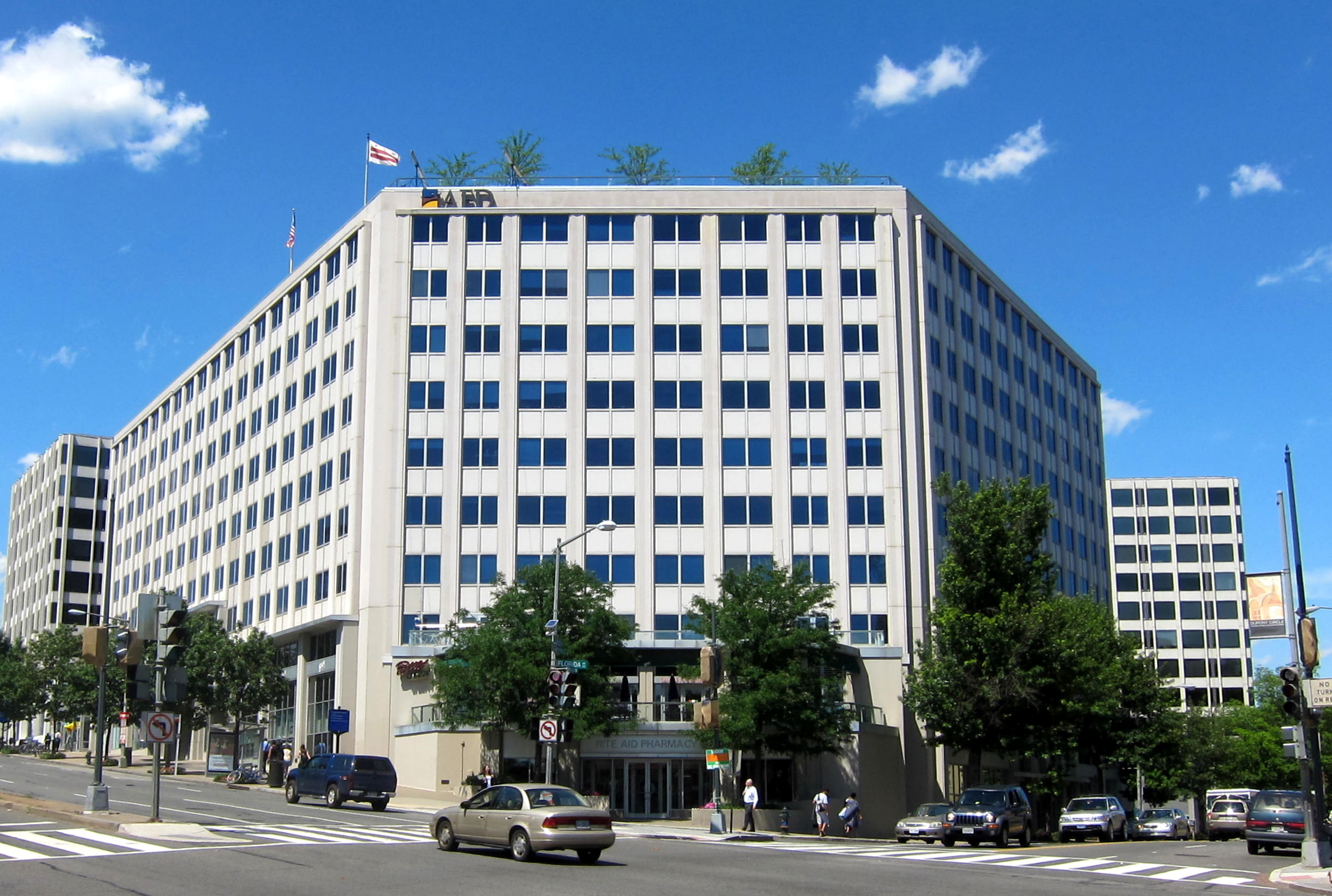
المقر الرئيسي لمركز المعلومات الوطني للأطفال ذوي الإعاقة في آدامز مورغان بالقرب من واشنطن العاصمة

يعمل مركز المعلومات الوطني للأطفال ذوي الإعاقة (ويعرف اختصارًا بالإنجليزية باسم NICHCY الذي يعني "المركز الوطني للمعلومات للأطفال والشباب ذوي الإعاقات") بمثابة مرجع مركزي وطني للمعلومات عن الإعاقات والتعليم الخاص للأطفال والشباب الذين تتراوح أعمارهم ما بين مرحلة الولادة حتى سن 21، برعاية وزارة التعليم الأمريكية. ويقوم المركز بذلك من خلال جمع وتنظيم ونشر معلومات دقيقة معتمدة على بحوث والتي تكون متوفرة في الوقت الحالي عن الإعاقة والتعليم الخاص في مرحلة الطفولة. وينشر المركز أيضًا معلومات عن قانون تعليم الأفراد ذوي الاحتياجات الخاصة (IDEA)، وهو القانون الأمريكي للتعليم الخاص وقانون لا يتخلف طفل عن التعليم (NCLB)، وهو القانون الأمريكي للتعليم العام. ويوجه مركز المعلومات الوطني للأطفال ذوي الإعاقة تركيزه على نشر البحوث والمعلومات وتوفير معلومات مفيدة عن التعليم والتعلم.
يُلبي المركز أكثر من 2500 طلب للمعلومات كل عام من العائلات والمهنيين والمحامين والوكالات الحكومية والصحفيين وغيرهم ممن يهتمون بالقضايا التي تؤثر على الأطفال والشباب ذوي الإعاقات.
يربط المركز البحثي التابع لمركز المعلومات الوطني للأطفال ذوي الإعاقة أصحاب المصالح بقاعدة المعلومات والمعارف التي تراكمت في مجال التعليم الخاص عبر سنواتٍ من البحث والممارسة. ويزور ما يقرب من 5000 مستخدم مختلف الموقع الإلكتروني الخاص بهذا المركز البحثي أسبوعيًا للحصول على أحدث الأخبار والمواجز والتحليلات حول التطبيقات التعليمية الفعالة للأطفال ذوي الإعاقة.
تتوافر خدمات ومنشورات مركز المعلومات الوطني للأطفال ذوي الإعاقة والموقع الإلكتروني الخاص به باللغتين الإنجليزية والإسبانية. ويوفر الموقع الإلكتروني للمركز معلومات عن:
- خدمات للرضع والأطفال حديثي المشي ذوي الإعاقة (التدخّل المبكر)
- عملية التعليم الخاص وبرامج التعليم الفردي (IEP).
- أوراق بيانات عن أنواع الإعاقات (قصور الانتباه وفرط الحركة والتوحّد والشلل الدماغي والصمم ومتلازمة داون والاضطراب العاطفي والصرع وصعوبات التعلم والتخلف العقلي والإعاقات الحادّة و/أو المتعددة وضعف النطق واللغة وشلل الحبل الشوكي والإصابة الدماغية الرضحية وضعف البصر)
- بحوث عن التداخلات الفعّآلة للطلاب ذوي الإعاقة.[3]
- حقوق تعليم الطلاب في التعليم الخاص وما يقتضيه القانون.
- الانتقال من مرحلة المدرسة إلى حياة البالغين.[4]

كذلك، يوفر الموقع الإلكتروني لمركز المعلومات الوطني للأطفال ذوي الإعاقة العديد من المصادر بما في ذلك:
- مواد وموارد لآباء الأطفال ذوي الإعاقة؛
- موارد الدولة لكل ولاية وإقليم بالولايات المتحدة؛
- قاعدة بيانات المنظمات والمؤتمرات الوطنية التي تُركز على الإعاقات أو التعليم؛

يتم تمويل مركز المعلومات الوطني للأطفال ذوي الإعاقة من قِبل مكتب برامج التعليم الخاص (OSEP) التابع لوزارة التعليم الأمريكية. وتُعفى جميع منشورات مركز المعلومات الوطني للأطفال ذوي الإعاقة من حقوق النشر. ويتم تشغيل المركز عن طريق الموقع الإلكتروني.

## وصلات خارجية
- Official website for National Dissemination Center for Children with Disabilities (NICHCY)
- NICHCY Research Center

‌